# كأس موسم الرياض 2022
ضمن فعاليات موسم الرياض 2022، أقامت الهيئة العامة للترفيه مباراة تجمع فيها نجوم ناديي النصر والهلال ضمن فريق واحد سمي بفريق موسم الرياض، والذي لعب فيه هذه المباراة مواجهًا نادي باريس سان جيرمان. وكان رئيس الهيئة العامة للترفيه تركي آل الشيخ قد أعلن عن قدوم باريس سان جيرمان للمشاركة في اللقاء في سبتمبر من العام الماضي. وبعد سنوات من التنافس بين كريستيانو رونالدو وميسي في الدوري الإسباني، جمعت هذه المباراة اللاعبين في المواجهة االسابعة والثلاثين بينهما في مباراة ودية؛ حيث يلعب كرستيانو في الدوري السعودي وكانت هذه المباراة هي الأولى له من انضمامه إلى نادي النصر قبل عدة أسابيع، وسجل فيها أولى أهدافه على أرض الرياض. أدار المباراة طاقم تحكيمي قطري بقيادة الحكم الدولي عبد الرحمن الجاسم، وبثت المباراة على قنوات إم بي سي، و بي إن سبورت، ومنصة شاهد VIP، وقناة الكأس الثانية.
افتتح ليونيل ميسي أولى أهداف المباراة في الدقيقة الثالثة بتمريرة حاسمة من نيمار، بعد ذلك استطاع كابتن فريق موسم الرياض كرستيانو رونالدو أن يحرز هدف التعادل عن طريق ضربة جزاء. استطاع لاعبو نادي باريس سان جيرمان التقدم والفوز بالمباراة بنتيجة 5-4 على الرغم من حالة الطرد في الدقيقة 39 من زمن المباراة ضد خوان بيرنات؛ لمحاولته عرقلة سالم الدوسري.

## التحضيرات
تولى المدرب الأرجنتيني مارسيلو غاياردو تدريب الفريق الذي يجمع لاعبي الهلال والنصر، وأجرى اللاعبون أولى تدريباتهم يوم الثلاثاء 17 يناير 2023، استعدادً للمباراة يوم الخميس.
وصل لاعبو النادي الفرنسي الرياض يوم المبارة الخميس من العاصمة القطرية الدوحة.

## المشجعون

### تذكرة فوق الخيال
أعلن رئيس الهيئة العامة للترفيه المستشار تركي آل الشيخ عن مزاد خيري لتذكرة «فوق الخيال»، حيث بدأ المزاد بمليون ريال. وكان صاحب أعلى عرض هو رجل الأعمال العقاري مشرف الغامدي الذي اشترى التذكرة بمبلغ 10 ملايين ريال (2.66 مليون يورو) ريعها بالكامل يذهب للمنصة إحسان الخيرية.

### مزايا التذكرة
يُذكر أن من مزايا التذكرة حضور تتويج الفريق الفائز بجوار رئيس الهيئة العامة للترفيه، ومقابلة نجومه المفضلين من الفريقين، وحضور حفل الغداء في "Gala Lunch"، كما تتيح له دخول غرفة تبديل ملابس اللاعبين للفريقين، والمشاركة في حفل تتويج الفريق الفائز بالتقاط صور التتويج التذكارية مع لاعبي الفريق الفائز.

## المباراة
| موسم الرياض                                               | 4–5 | باريس سان جيرمان                                                                     |
| --------------------------------------------------------- | --- | ------------------------------------------------------------------------------------ |
| - كريستيانو 34' (ض. ج.)، 45+3' - جانغ 57' - تاليسكا 90+4' |     | - ميسي 3' - ماركينيوس 43' - سيرجيو راموس 54' - مبابي 60' (ض. ج.) - هوغو إيكيتيكي 78' |

| موسم الرياض | باريس سان جيرمان |